# Svedjan, Umeå kommun
Svedjan är en tätort i södra delen av Umeå kommun. Svedjan ligger vid Stöcksjön  närmare en mil sydväst om Umeå. Tätorten avgränsades 2023 av SCB och kom då att omfatta den tidigare småorten Svedjan liksom de tidigare småorterna Sjömyran i sydväst och Kläppen i nordost,